# Estado de emergencia en Yemen
El presidente Ali Abdullah Saleh declaró el estado de emergencia en Yemen el viernes 18 de marzo de 2011 por segunda vez después de la unificación yemení, ya que la primera vez fue a mediados de mayo de 1994 cuando estalló la guerra civil de Yemen de 1994 entre el norte y el sur.
Se declaró el estado de emergencia en la capital, Saná, y en las capitales de las gobernaciones, y se impuso el toque de queda con armas tras los hechos del Viernes de la Dignidad, en donde murieron más de 52 personas.
El parlamento yemení aprobó por unanimidad la imposición del estado de emergencia el 23 de marzo de 2011, pero la oposición yemení y los diputados independientes y dimitidos del partido gobernante cuestionaron la legitimidad del estado de emergencia debido a la ausencia de una ley de emergencia en la constitución de Yemen y por la falta de cuórum en el número de diputados. Cabe mencionar que la ley en la cual la votación fue basada data de la época de la República Árabe de Yemen (Yemen del Norte), que data de 1963, antes de la unión con el sur en 1990, y esto, como dicen algunos opositores, socavó la unidad yemení basada en una ley anterior a la unión.